# تفاعلات البروتين والحمض النووي

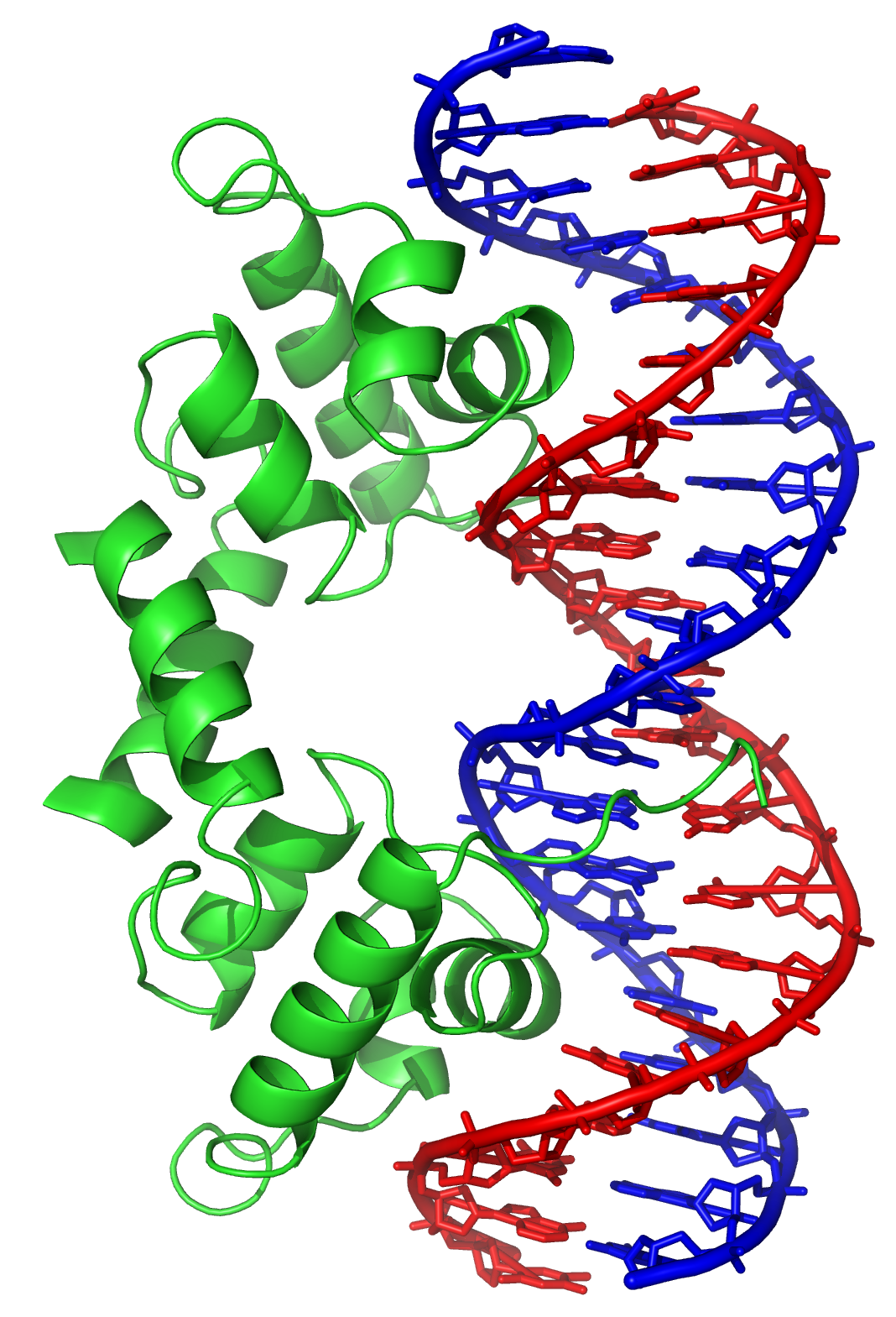
تفاعل البروتين القامع لامدا مع الحمض النووي العامل لامدا.

تفاعلات البروتين والحمض النووي تحدث عندما يربط البروتين جزءًا من الحمض النووي، غالبًا ما ينظم الوظيفة البيولوجية للحمض النووي، التي عادة ما تكون التعبير للجيناتات. من بين البروتينات التي ترتبط بالحمض النووي عوامل النسخ التي تنشط أو توقف التعبير الجيني عن طريق الربط بأشكال الحمض النووي والهستونات التي تشكل جزءًا من بنية الحمض النووي وترتبط بأقله على وجه التحديد. وأيضًا البروتينات التي تصلح الحمض النووي مثل الحمض النووي-اليوراسيل جلوكوسيلاز التي تتفاعل بشكل وثيق معها.
وبوجه عام ترتبط البروتينات بالحمض النووي في الأخدود الرئيسي، ومع ذلك توجد تعبيرات.
تفاعل البروتين-الحمض النووي ينقسم إلى نوعين رئيسيين، إما أن يكون تفاعل محدد أو تفاعل غير محدد.

## التصميم
تصميم بروتينات ترتبط بالحمض النووي وتتمتع بموقع ربط حمض نووي محدد لطالما كان مسعى من مساعي التكنولوجيا الحيوية. بروتينات إصبع الزنك صممت لكي تربط تسلسل حمض نووي محدد وهذه هي القاعدة التي يرتكز عليها نواة إصبع الزنك. تم حديثًا إنشاء منشط النسخ الذي يشبه نوكلياز المستجيب (TALENs) والذي يعتمد على البروتينات الطبيعية التي تفرزها بكتريا المستصفرة بواسطة نظام إفراز من النوع الثالث عندما تصيب أنواعًا نباتية مختلفة species.

## أساليب الاكتشاف
هناك العديد من تقنيات التجارب المختبرية وتجارب الجسم الحي المفيدة في اكتشاف تفاعلات البروتين مع الحمض النووي. وفيما يلي قائمة ببعض الطرق المستخدمة حاليًا:
- فحص تغير الحركة الكهربائية وهو تقنية واسعة الانتشار لتحديد تفاعلات البروتين والحمض النووي.
- فحص بصمة قدم بالديناز يمكن استخدامها لتحديد المكان المحدد الذي يرتبط فيه البروتين بالحمض النووي.
- الترسب المناعي للكروماتين ويتم استخدامه لتحديد تسلسل أجزاء الحمض النووي المرتبط بعامل نسخ معروف. ويعرف هذا الأسلوب عند الاندماج مع تسلسل عالي الإنتاجية باسم ChIP-Seq وعند الاندماج مع الميكروأرس يعرف باسم ChIP-chip.
- نظام الهجينة الواحدة الخميري (Y1H) يتم استخدامه لتحديد البروتينات التي ترتبط مع شريحة حمض نووي معينة.
- نظام الهجينة الواحدة البكتيري (Y1H) يتم استخدامه لتحديد البروتينات التي ترتبط مع شريحة حمض نووي معينة.
- وقد تم استخدام تحديد البنية باستخدام دراسة البلورات بالأشعة السينية لإعطاء نظرة ذرية مفصلة للغاية لتفاعلات البروتين والحمض النووي.